# カンポス・ド・ジョルドン
カンポス・ド・ジョルドン、カンポス・ド・ジョルダン (葡: Campos do Jordão [ˈkɐ̃pus du ʒoɾˈdɐ̃w])は、ブラジルのサンパウロ州東部の都市。人口は4万7,903人（2010年）である。

## 概要
標高約1,600mの高原に位置し、夏季は避暑地として大勢の観光客で賑わう。市内にはドイツ風の屋敷が立ち並んでいる。サンパウロ州各地の富裕層が冬のバカンス用の別荘をこの地に所有している。
冬季の毎年7月から8月にかけてカンポス・ド・ジョルドン冬季国際音楽祭（Festival Internacional de Inverno de Campos do Jordão）が開かれ、世界中から音楽家が集まる。

## 姉妹都市
- 日本、軽井沢町 - 1968年6月提携